# Монмутская методистская церковь
Монмутская методистская церковь (англ. Monmouth Methodist Church) — церковь, расположенная в Монмуте, на юго-востоке Уэльса. Спроектированная и построенная Джорджем Вогханом Мэддоксом в 1837 году, сохранила оригинальную галерею, органную нишу и кафедру. Как и многие нонконформистские церкви, была построена за другим зданием, чтобы проблема многоконфессиональности была не столь очевидна. Входит в здания Тропы культурного наследия Монмута и как монумент имеет статус II*.
В церкви каждую неделю проходят утренние и вечерние службы, а семейные службы — каждый месяц. Монмутская церковь является частью Newport and Lower Wye Circuit.
Орган был куплен на деньги прихожанки миссис Буллок (Bullock), обещавшей сделать пожертвование, если церковь когда-нибудь окажется заполнена.